# La Chapelle-Saint-Maurice
La Chapelle-Saint-Maurice este o comună în departamentul Haute-Savoie din sud-estul Franței. În 2009 avea o populație de 130 de locuitori.

## Evoluția populației
| An        | 1975 | 1982 | 1990 | 1999 | 2006 | 2009 |
| --------- | ---- | ---- | ---- | ---- | ---- | ---- |
| Populație | 92   | 96   | 111  | 115  | 118  | 130  |